# Papaya
Papaya (Carica papaya), auch Melonenbaum oder Papayabaum genannt, ist die einzige Art der Pflanzengattung Carica innerhalb der Familie der Melonenbaumgewächse (Caricaceae). Die Wildform kommt vom südlichen Mexiko bis Costa Rica vor. Die Kulturform ist eine wichtige tropische Nutzpflanze.
Die Papaya wurde 2008 die fünfte Pflanzenart, deren Genom komplett sequenziert wurde.

## Beschreibung

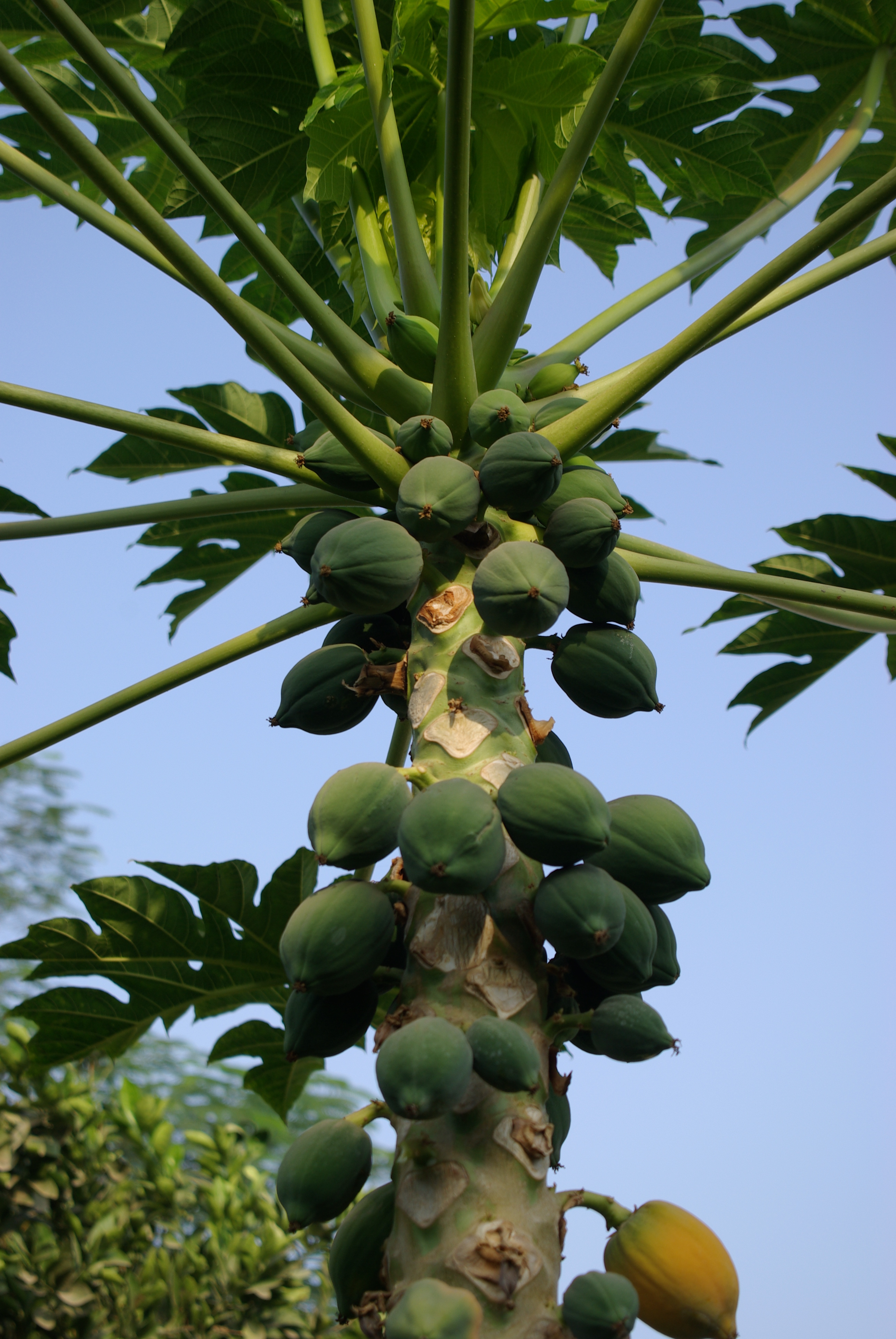
Papayapflanze mit Früchten

### Vegetative Merkmale

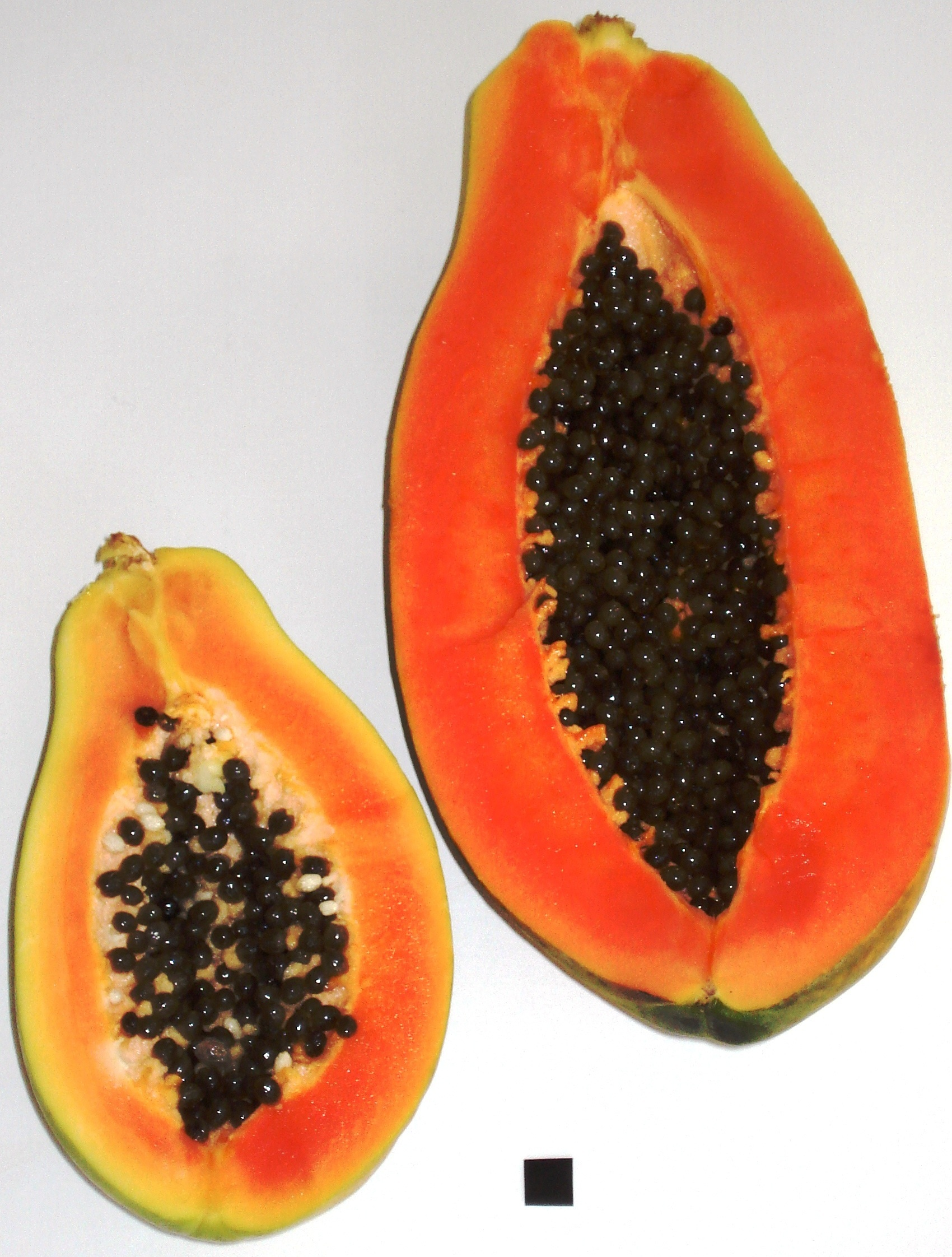
Zwei halbierte, verschieden große Papayas (das schwarze Quadrat ist 1 cm × 1 cm groß)

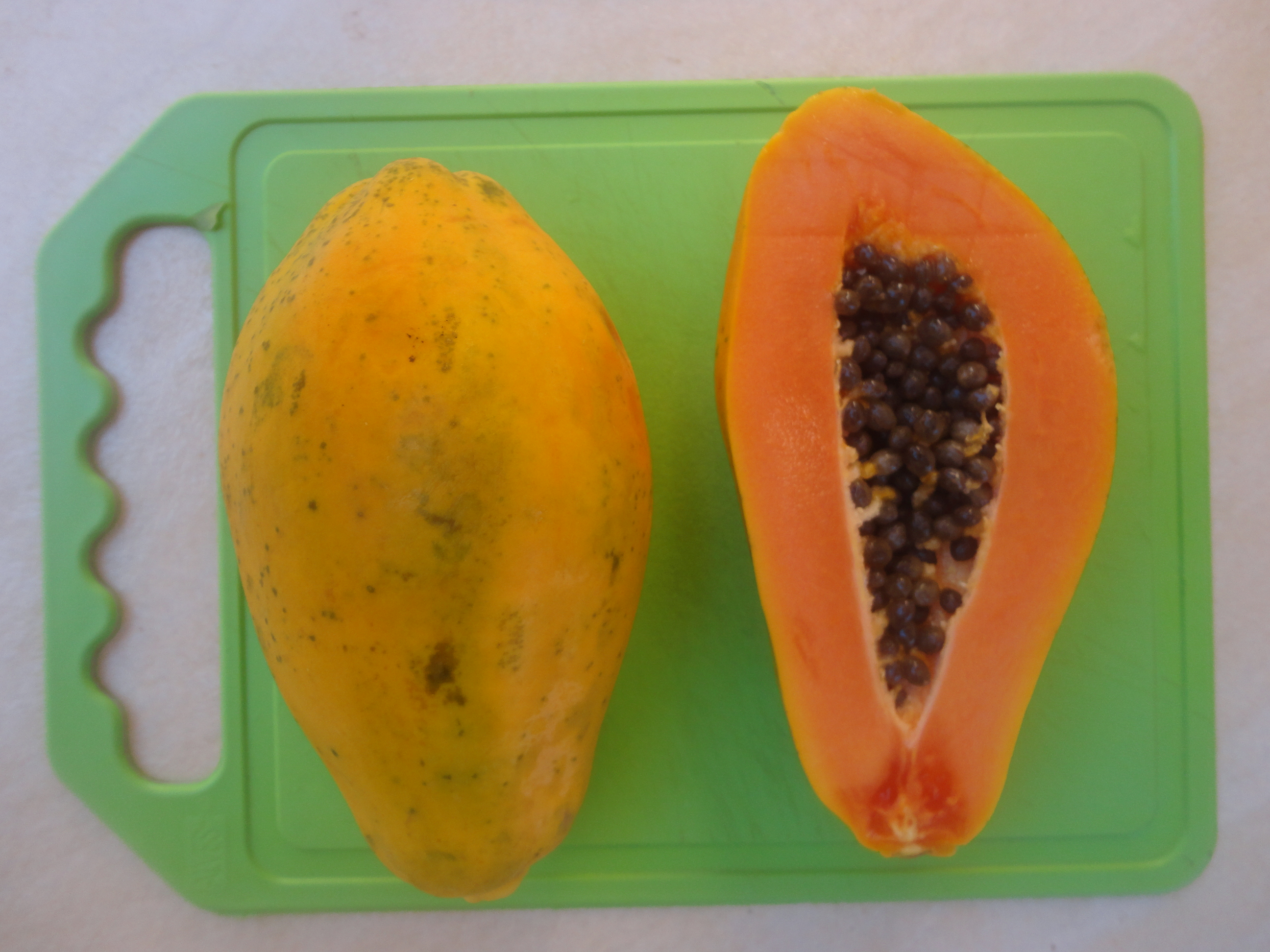
Frucht (Beere)

Diese schnellwüchsige, immergrüne Pflanze wird oft als Baum bezeichnet, weil sie einen ähnlichen Habitus besitzt. Die Papaya ist eine große, meist unverzweigte, aufrechte Pflanze. Der einzelne, halbholzige und hohle „Stamm“, der – bis auf die Tracheen – nicht verholzt, erreicht Wuchshöhen von 5 bis 10 Metern und Durchmesser bis 30 Zentimeter. Aufgrund der fehlenden Verholzung und der Wuchsform kann die Papaya weder als Baum noch als Strauch oder Staude bezeichnet werden. Manche sprechen von einem „baumförmigen Kraut“. Die Pflanze ist eher kurzlebig (bis 20–25 Jahre) im Vergleich mit einem Baum. Sie führt einen Milchsaft, Latex.

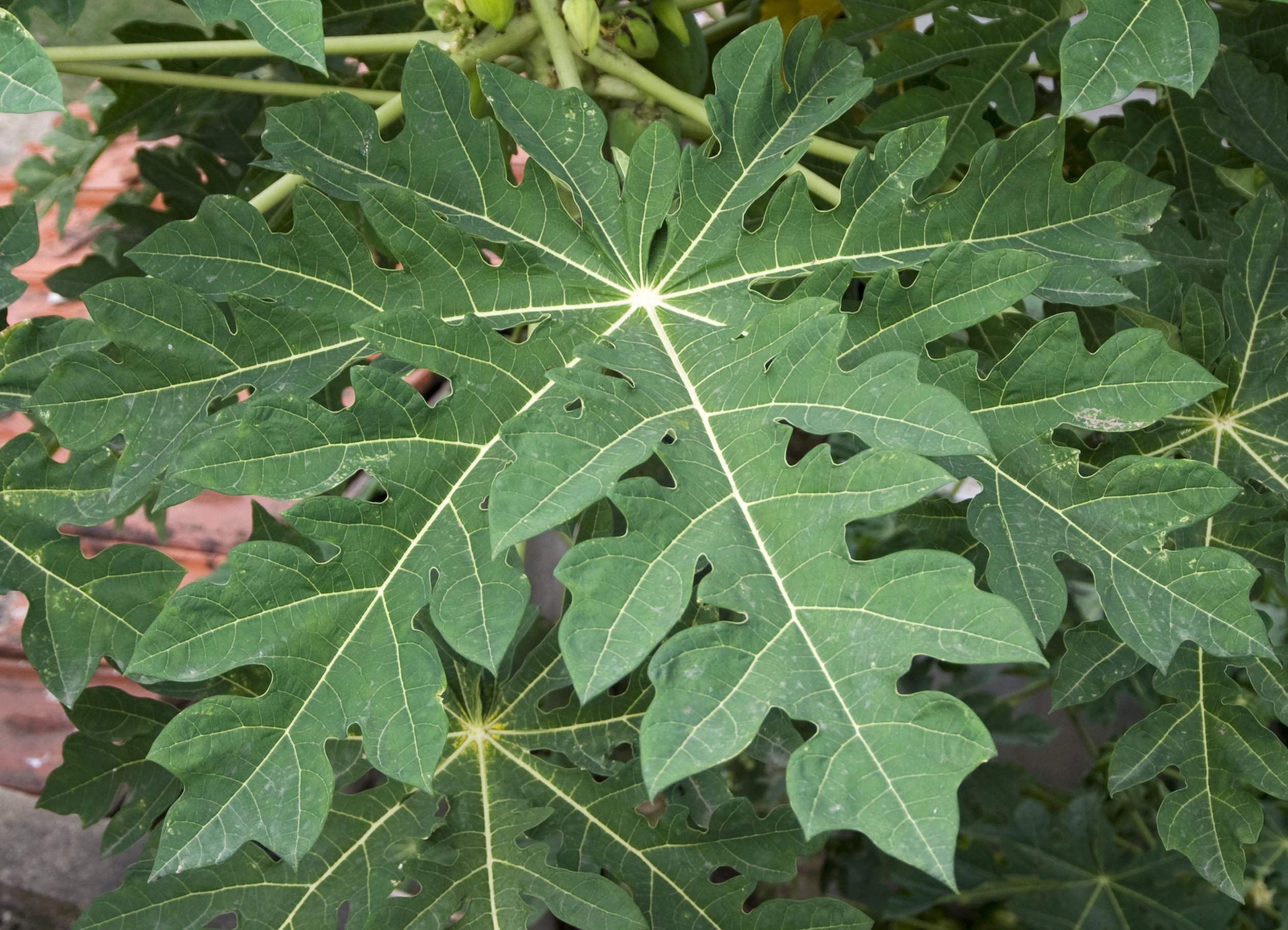
Papayablatt

Die einfachen Laubblätter sind spiralig um den Stamm angeordnet und werden kontinuierlich nach einer gewissen Zeit (also nicht in bestimmten Jahreszeiten) abgeworfen, so dass der Stamm unten kahl ist und oben einen „Schopf“ von Blättern trägt. Am Stamm bleiben Blattnarben erhalten. Die großen Blätter sind lang gestielt und die kahle, leicht ledrige Blattspreite besitzt einen Durchmesser von 35 bis 75 cm, sie ist handförmig gelappt bis geteilt; meist in fünf bis neun oder mehr Lappen. Die gelappten bis geteilten oder grob gezähnten Lappen sind ganzrandig mit spitzen Abschnitten. Der lange, hohle und steife Blattstiel wird bis über 100 Zentimeter lang.

### Generative Merkmale
Die Blüten entspringen den Blattachseln, achselständig. Die Blüten sind meist zweihäusig diözisch verteilt, es gibt dann weibliche und männliche Pflanzen, allerdings gibts es auch „zwittrige“ Pflanzen die zwittrige und männliche Blüten tragen, sie sind also andromonözisch.
Die weißen bis gelblichen, leicht duftenden, kurz gestielten bis sitzenden Blüten sind jeweils fünfzählig mit doppelter Blütenhülle. Der sehr kleine, fünfzähnige Kelch ist becherförmig. Die dachigen Kronblätter sind bei den weiblichen Blüten fast frei, glockenförmig zusammenstehend und viel länger, während sie bei den männlichen viel kürzer sind und im unteren Teil röhrig verwachsen sind. Bei den zwittrigen Blütenkronen kommen beide Varianten vor. Bei den zwittrigen Blüten kommen 2 bis 10 Staubblätter vor. Die zwittrigen Blüten werden bestimmt durch Klimafaktoren unterschiedlich ausgeformt.
Es sind bei den zwittrigen und männlichen Blüten jeweils Nektarien vorhanden. Die weiblichen Blüten produzieren keinen Nektar.
Die größeren weiblichen Blüten erscheinen einzeln oder in kurzen zymösen Blütenständen, sie besitzen einen großen, oberständigen Fruchtknoten mit fast sitzenden, gelappten und federigen Narbenästen. Die viel kleineren männlichen Blüten, mit langer, schmaler Kronröhre, stehen in hängenden Rispen, sie besitzen 10 Staubblätter oben in der Kronröhre am Schlund, 5 sitzende mit größeren Antheren sowie 5 mit kurzen Staubfäden und kleineren Antheren, sowie einen reduzierten Pistillode. Die zwittrigen Blüten, in kurzen zymösen Blütenständen, mit kürzerer, breiterer Kronröhre und kleinem Fruchtknoten, liegen in der Größe zwischen den weiblichen und männlichen Blüten.
Die weiblichen und zwittrigen Pflanzen bringen jeweils etwa gleich schwere Früchte hervor, allerdings verschieden geformte. Die weiblichen sind rundlicher und etwas nährwerthaltiger.
Die Frucht, eine dünnschalige, glatte Beere, wird rund oder eiförmig bis ellipsoid, seltener birnenförmig oder länglich und etwa 15 bis 45 cm in der Länge und 10 bis 30 cm im Durchmesser groß und kann ein Gewicht bis über 10 kg erreichen. Die dünne Schale ist zäh und wachsig. In Europa kommt fast ausschließlich die hawaiische oder brasilianische Papaya in den Handel, deren Exemplare lediglich 0,5 kg erreichen. Daneben gibt es auch noch die mexikanische Form die viel größer ist.
Die Schale der vollständig ausgereiften Beere ist gelblich-grün, das Fruchtfleisch ist hell- bis dunkelorange oder rosa und enthält in der hohlen Fruchtmitte, reihig angeordnet, zahlreiche schwärzliche, skulptierte, etwa 5 Millimeter große Samen, die von einer gelatinösen, durchscheinenden Sarkotesta umgeben sind. Es können bis über 700 Samen enthalten sein.

### Chromosomenzahl
Die Chromosomenzahl beträgt 2n = 18, selten 36.

## Kulturform und Anbaugebiete

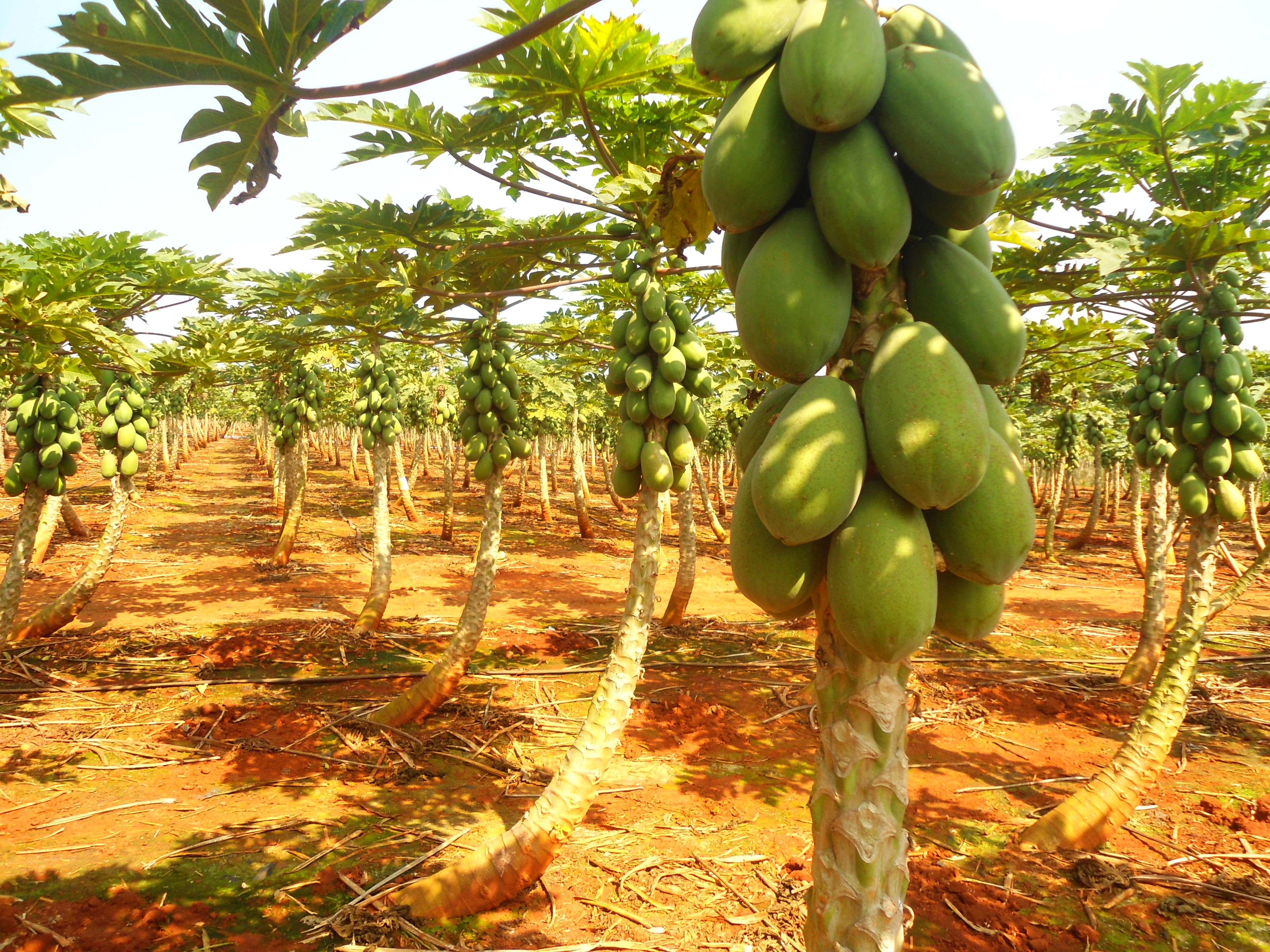
Papayaplantage

Die Kulturform der Papaya stammt ursprünglich aus dem Tiefland sowie Küstenregionen der Neotropis und ihr Name Papaya aus der Sprache der Arawak. Schon zu Beginn des 16. Jahrhunderts begannen die Spanier damit, diese Pflanzenart auch auf den Antillen und den Philippinen anzupflanzen. Sie wird weltweit in den Tropen und Subtropen kultiviert. Wichtige Anbauorte sind Australien, Indien und Mittel- und Südamerika (Costa Rica, Brasilien u. a.) sowie Afrika (Kenia, Elfenbeinküste u. a.).

## Wirtschaftliche Bedeutung
2021 betrug die Welternte 14.097.721 Tonnen. Das Land mit der größten Papayaproduktion der Welt war Indien, das 39,3 % der weltweiten Ernte produzierte.
Folgende Tabelle gibt eine Übersicht über die zehn größten Produzenten von Papaya weltweit, die insgesamt 87,0 % der Erntemenge produzierten.
| Rang | Land                    | Menge (in t) |
| ---- | ----------------------- | ------------ |
| 1    | Indien                  | 5.540.000    |
| 2    | Brasilien               | 1.256.703    |
| 3    | Indonesien              | 1.168.266    |
| 4    | Dominikanische Republik | 1.156.667    |
| 5    | Mexiko                  | 1.134.753    |
| 6    | Nigeria                 | 895.054      |
| 7    | Volksrepublik China     | 550.000      |
| 8    | Republik Kongo          | 211.046      |
| 9    | Peru                    | 189.801      |
| 10   | Philippinen             | 165.912      |
|      | Summe Top Ten           | 12.268.202   |
|      | restliche Länder        | 1.829.520    |

## Nutzung

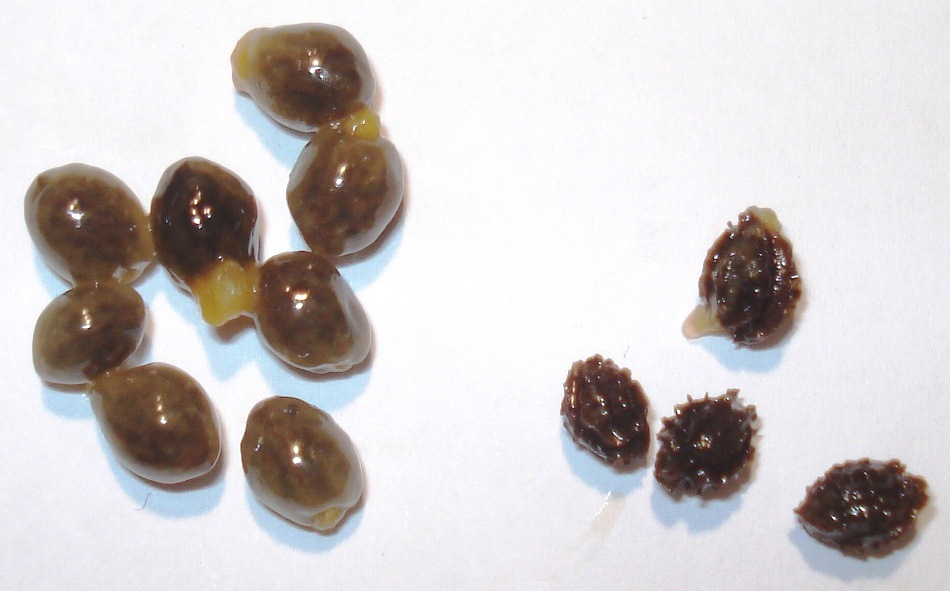
Papayasamen mit und ohne Sarkotesta

Die Samen der Papaya enthalten große Mengen an Papain, einem eiweißspaltenden Enzym. Sie wurden früher in der Volksmedizin als Entwurmungsmittel verwendet und heute in Pulverform als Zartmacher für Fleisch. Eine ähnliche Wirkung wird erreicht, wenn man rohes Fleisch in die Blätter des Papayabaums einwickelt oder in frischen Papayasaft einlegt.

### Verwendung in der Küche
Unreife Früchte können wie Gemüse verarbeitet werden und unter anderem für Chutneys, Currys und Salsas verwendet werden. Im Nordosten Thailands, dem Isan, und in Laos ist Som Tam (in Thai: ส้มตำ, Laotisch: Tam Mak Hung, IPA: ɗam mak huŋ), ein sehr scharfer Salat aus unreifen Früchten mit in Fischsauce eingelegten Krebsen und Klebreis, das Nationalgericht.
Das reife Fruchtfleisch hingegen schmeckt süßlich, mit etwas Zitronensaft und Zucker oder Ingwer wird der Geschmack noch verstärkt.
Auch die Kerne der Papaya sind essbar; sie haben einen scharfen Geschmack, der an Kapuzinerkresse erinnert.
Die Frucht muss beim Kauf gelbliche Streifen oder Flecken aufweisen, dann reift sie noch vollständig nach. Den Grad der Reife kann man vor allem an der Festigkeit erkennen: Je leichter sich die Frucht mit dem Finger eindrücken lässt, desto reifer ist sie. Sie zeichnet sich dann durch einen besonders intensiven und süßen Geschmack aus; lediglich der Einsatz als Dekor kann durch die mangelnde Festigkeit 
problematisch werden.

## Verwendung in der Medizin
Als Droge dienen:
- Rohpapain, Caricae papayae succus (Syn.: Papainum crudum), der eingetrocknete Milchsaft der unreifen Früchte.
- Melonenbaumblätter, Caricae papayae folium.

### Aktive Wirkstoffe
Im Rohpapain sind verschiedene proteolytische Enzyme, u. a. Papain und Chymopapain A und B enthalten.
In den Blättern vor allem Polyketid-Alkaloide wie Carpain, Glucosinolate wie Glucotropaeolin, Saponine, Papain nur in geringen Mengen.

### Anwendung
Papain ist ein eiweißspaltendes Enzym, das in seiner Wirkung dem Pepsin der Hauptzellen des Magenfundus entspricht.
Im Gegensatz zum Pepsin wirkt es nicht nur in saurem, sondern auch im alkalischen Bereich. Man nutzt es in Fertigpräparaten erfolgreich bei Verdauungsbeschwerden, die vor allem auf eine Minderung der Eiweißverdauung zurückzuführen sind, die z. B. auf einem Pepsinmangel beruhen. Da auch die Bauchspeicheldrüse eiweißverdauende Enzyme bildet (Trypsin, Chymotrypsin, Elastase), können auch bauchspeicheldrüsenbedingte Verdauungsbeschwerden durch Papaingabe gelindert werden. Weiterhin sind Kombinationspräparate im Handel, die bei verschiedenen Entzündungen, Ödemen und Schwellungen nach Verletzung und Operationen Linderung versprechen. Die Enzyme sollen entzündliche Stoffwechselprodukte beschleunigt abbauen und die Fließgeschwindigkeit des Blutes verbessern. Ihr Einsatz erfolgt insbesondere zur begleitenden Langzeitbehandlung bei Tumoren und während einer Strahlentherapie. Dies wird aber kritisch gesehen.
Gegenanzeigen sind insbesondere Blutungsneigung und Schwangerschaft.
Durch die Anwendung von Papain lassen sich Antikörper in drei Fraktionen spalten.
Isoliertes Chymopapain (gereinigte Form des Papains) wird zur Injektionsbehandlung von Bandscheibenschäden eingesetzt (Chemonukleolyse) und spaltet die Proteinbindungen der Mukopolysaccharidketten im Nucleus pulposus.

## Inhaltsstoffe
100 g Papaya enthalten:
| Bestandteile  |         |
| ------------- | ------- |
| Wasser        | 88,06 g |
| Eiweiß        | 0,47 g  |
| Fett          | 0,26 g  |
| Kohlenhydrate | 10,82 g |
| Ballaststoffe | 1,7 g   |
| Mineralstoffe | 0,39 g  |

| Mineralstoffe | Menge  | RDA    |
| ------------- | ------ | ------ |
| Natrium       | 8 mg   | 1,45 % |
| Kalium        | 180 mg | 9 %    |
| Magnesium     | 21 mg  | 5,6 %  |
| Calcium       | 20 mg  | 2,5 %  |
| Mangan        | 40 µg  | 2 %    |
| Eisen         | 250 µg | 1,79 % |
| Kupfer        | 45 µg  | 4,5 %  |
| Zink          | 80 µg  | 0,8 %  |
| Phosphor      | 10 mg  | 1,43 % |
| Selen         | 0,6 µg | 1,09 % |

| Vitamine   | Menge   | RDA     |
| ---------- | ------- | ------- |
| Vitamin A  | 47 µg   | 5,88 %  |
| Vitamin B1 | 23 µg   | 2,09 %  |
| Vitamin B2 | 27 µg   | 1,93 %  |
| Vitamin B3 | 357 µg  | 2,23 %  |
| Vitamin B5 | 191 µg  | 3,18 %  |
| Vitamin B6 | 38 µg   | 2,71 %  |
| Folsäure   | 37 µg   | 18,5 %  |
| Vitamin E  | 300 µg  | 2,5 %   |
| Vitamin C  | 60,9 mg | 76,13 % |

| Kohlenhydrate |        |
| ------------- | ------ |
| Glucose       | 4,09 g |
| Fructose      | 3,73 g |
| Saccharose    | 0 g    |
| Stärke        | 0 g    |

## Krankheiten der Kulturpflanzen
In den 1940er Jahren wurde erstmals auf Hawaii das Papayaringfleckenvirus (englisch Papaya ringspot virus, PRSV; Gattung Potyvirus) beobachtet. Der Name leitet sich von den sichtbaren Anzeichen – dunkelgrüne Ringe und Flecken – ab. Betroffene Plantagen verzeichnen erhebliche Ernteausfälle bis hin zum Totalverlust. Übertragen wird das Virus durch Insekten. In den 1990er Jahren wurde an der Cornell-Universität (New York) und an der Universität von Hawaii mit Hilfe der Gentechnik eine virusresistente transgene Papayasorte entwickelt, die seit 1999 in den USA auf dem Markt ist und dieses Problem weitgehend gelöst hat. Nach dem Erfolg in Hawaii werden in verschiedenen Regionen weitere Papayas entwickelt, die Resistenzen gegen dort verbreitete Viren besitzen.

## Forschung

### Genom
2008 wurde das Genom der gentechnisch veränderten Kultursorte ‘SunUp’ der Papaya sequenziert. Das Genom der Papaya dient der Erforschung des gesundheitlichen Werts von Früchten, der Evolutionsforschung und anderen grundlegenden Fragen der Biologie. Zudem sollen auf Basis des Genoms Tests entwickelt werden, welche hermaphrodite von weiblichen unterscheiden können, was bislang erst nach vier Monaten der Kultivierung möglich war. Hermaphrodite Pflanzen bestäuben leichter.

### Transgene Varianten
Durch das Papayaringfleckenvirus reduzierten sich Mitte der 1990er Jahre die Papaya-Erträge auf Hawaii um nahezu die Hälfte. Um weitere Ertragseinbußen zu verhindern, wurde im Rahmen eines Forschungsprojekts des US-amerikanischen Landwirtschaftsministeriums innerhalb kurzer Zeit eine virusresistente Papaya-Sorte entwickelt. Nachdem das Saatgut für die neue virusresistente Rainbow-Papaya ab 1998 erhältlich war, setzen sich die resistenten „GV-Papayas“ rasch durch. Seit 1998 werden auf Hawaii „GV-Papayas“ (Resistenz gegen Paramyxoviridae-Virus) auf etwa 500 Hektar angebaut, ca. 60–80 Prozent der gesamten Papaya-Anbaufläche; Hawaii-Papaya sind ein wichtiger Exportartikel und werden vor allem nach Japan ausgeführt. Zudem gibt es auch die ähnliche, von der South China Agricultural University entwickelte „Huanong-No.1-Papaya“ in China in der Provinz Guangdong auf ca. 10.000 Hektar.